# Три возраста Окини-сан
Три возраста Окини-Сан — роман Валентина Пикуля, написанный в 1981 году. В центре романа — драматическая судьба Владимира Коковцева, прошедшего путь от мичмана до адмирала российского флота. Писатель проводит своего героя через ряд исторических событий — русско-японскую и Первую мировую войны, Февральскую и Октябрьскую революции, показывает сложную политическую обстановку на Дальнем Востоке, где столкнулись интересы России, Англии, Японии.

## Сюжет

### Далекие огни Иносы

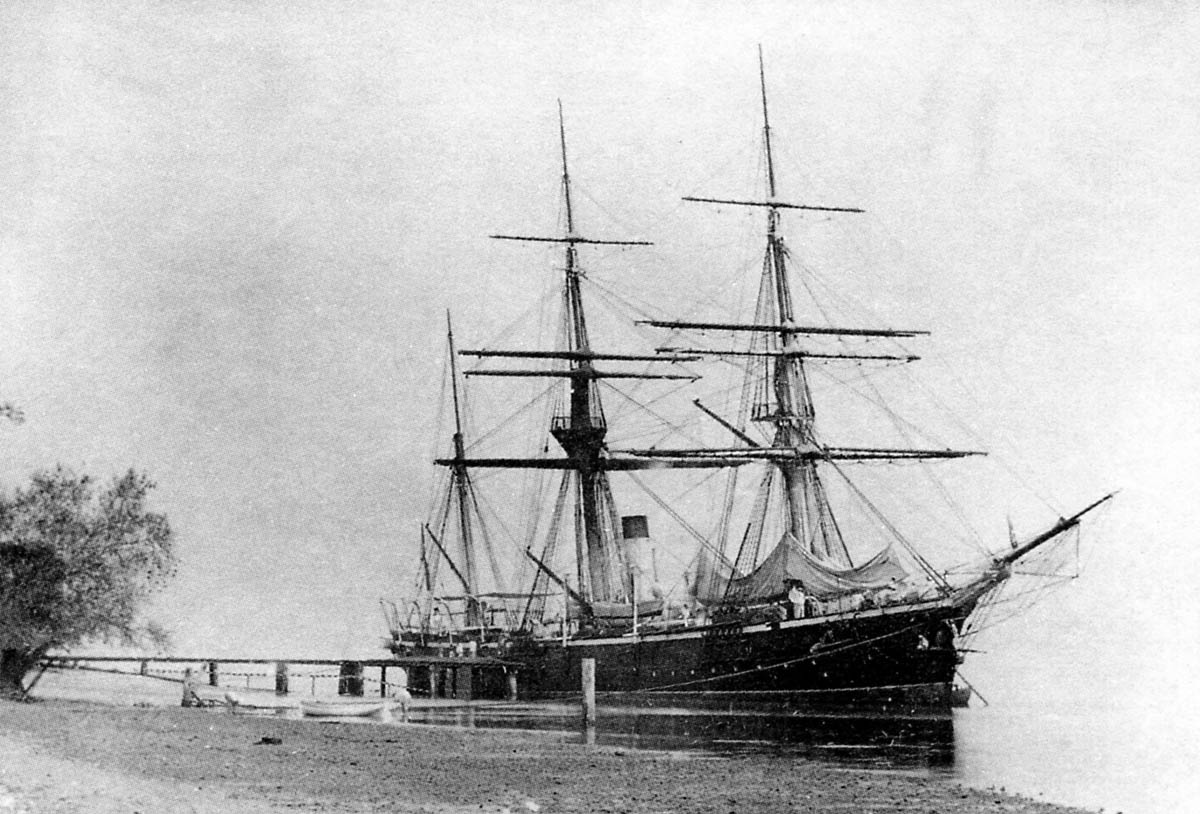
Клипер «Наездник», на котором начал свою службу главный герой книги

Парусно-винтовой клипер «Наездник», на борту которого находится молодой мичман Владимир Коковцев, в 1880 входит в японский порт Нагасаки. Для молодого экипажа судна, никогда не бывавшего за границей, всё в Японии в новинку. Коковцев, как и все остальные, заводит «временную жену». Ею стала молодая мусумэ Окини-сан. После нескольких недель совместной жизни, мичман влюбляется в Окини-сан, но «Наездник» должен возвращаться в Россию.
В Петербурге Коковцев получает чин лейтенанта и женится на своей невесте — Ольге Викторовне. В браке у них рождаются трое сыновей. Спустя несколько лет он узнает, что в Японии Окини-сан родила от него сына Иитиро, поэтому он начинает отправлять часть жалования своей бывшей возлюбленной. Коковцев делает неплохую карьеру, знакомится со Степаном Осиповичем Макаровым, получает несколько российских и иностранных орденов.

### Расстрел Аргонавтов
В 1904 начинается русско-японская война. Капитан первого ранга Коковцев и его старший сын мичман Георгий отправляются в составе Второй Тихоокеанской эскадры на Дальний Восток, который сравнивают с походом аргонавтов. Во время Цусимского сражения броненосец «Ослябя», на котором служил Георгий, героически погибает; вместе с ним — Георгий. Сам Коковцев попадает в японский плен. Вскоре он узнаёт о гибели в Цусимском сражении своего сына от Окини-сан — Иитиро Кокоцу, офицера японского флота.
Из госпиталя Коковцева забирает Окини-сан. Этот шаг многое значит для неё, ведь времена изменились, и гордая своими победами Япония не будет прощать японским женщинам былых отношений с европейцами. Но Окини-сан верна своей прошлой и наивной любви и готова ради неё на позор.

### Vae victis
Через полгода Коковцев возвращается из японского плена в Россию.
Здесь он продолжает службу на флоте и, несмотря на преданность жены, заводит долгоиграющий роман с любовницей Ивоной фон Эйлер.
В 1914 году начинается Первая мировая война. Коковцев уже в чине контр-адмирала и командует минной дивизией Балтийского флота. На крейсере «Паллада», потопленном немецкой подводной лодкой, погибает младший сын Коковцева — Игорь.
Революции Коковцев не принял. Он предлагает жене перебраться из Петрограда в Сибирь к Колчаку, которого знал по службе на флоте, но Ольга Викторовна отказывается. Она не хочет покидать последнего оставшегося в живых сына Никиту, ставшего большевиком, и внука. Коковцев идёт к Ивоне, но та тоже отказывается ехать с ним в Сибирь, потому что уже уезжает с другим мужчиной в Париж. В приступе ярости Коковцев убивает любовницу.
Коковцев добирается до Колчака, но там его никто не ждёт. Вскоре белые начинают отступать, и с огромным трудом Коковцев добирается до Китая. В Харбине бывший контр-адмирал нанимается на любую работу, лишь бы заработать на жизнь. Однажды к Коковцеву приходит мысль податься в Японию к Окини-сан в надежде, что уж она-то не отвергнет его.
И тут Коковцева ожидает горькое разочарование. Он находит некогда прекрасную возлюбленную пьяной старухой в одном из самых бедных кварталов города на самом дне жизни. У Коковцева самого тоже нет ни копейки. В полной нищете они существуют некоторое время, пока Коковцев не осознает, что не может больше так жить. «А разве я могу?» — раздался страшный крик Окини-сан. После чего она крепко сжала его в объятиях и вместе они бросились с причала в море.

## Издание
Главный герой книги — Владимир Коковцев является правнуком М. Г. Коковцева, служившего при Екатерине II. Прообразом Окини-сан была реально существовавшая гейша, фотографию которой Пикуль видел в фотоальбоме.
Первое издание на чешском языке было осуществлено в 1987 году издательством «Наше войско» под названием «Адмирал и гейша».